# Tour de Coreia
O Tour de Coreia (oficialmente: Tour de Korea) é uma carreira ciclista profissional por etapas que se disputa na Coreia do Sul.
Disputa-se ininterruptamente desde 2000. A sua primeira edição foi de categoria 2.4 e as seguintes até 2004 de categoria 2.5 (última categoria do profissionalismo). Desde a criação dos Circuitos Continentais da UCI em 2005 faz parte do UCI Asia Tour, dentro da categoria 2.2 (igualmente última categoria do profissionalismo). Em 2008 foi chamado oficialmente Tour de Korea-Japan como as duas primeiras etapas a disputaram-se no Japão chegando à Coreia do Sul depois de dois dias de descanso. Em 2014 subiu à categoria 2.1.

## Palmarés
| Ano                  | Vencedor          | Segundo            | Terceiro               |
| -------------------- | ----------------- | ------------------ | ---------------------- |
| Tour de Coreia       |                   |                    |                        |
| 2000                 | Mikhail Teteriouk | Valery Titov       | Chun Dae-hong          |
| 2001                 | Chun Dae-hong     | Tomoya Kanō        | Akira Kakinuma         |
| 2002                 | Tang Xuezhong     | Sergey Tretyakov   | Abbas Saeidi Tanha     |
| 2003                 | Glen Chadwick     | Michael Carter     | Brett Aitken           |
| 2004                 | Cory Lange        | Shinri Suzuki      | Karl Menzies           |
| 2005                 | David McCann      | Stuart Shaw        | Eddy Hollands          |
| 2006                 | Tobias Erler      | Oh Se-yong         | Ruslan Karimov         |
| 2007                 | Park Sung-baek    | Shinichi Fukushima | Hannes Blank           |
| Tour de Coreia-Japão |                   |                    |                        |
| 2008                 | Sergey Lagutin    | Erik Hoffmann      | Christoph Meschenmoser |
| Tour de Coreia       |                   |                    |                        |
| 2009                 | Roger Beuchat     | Jai Crawford       | Tim Roe                |
| 2010                 | Mike Friedman     | Jesse Anthony      | Taiji Nishitani        |
| 2011                 | Choi Ki Ho        | Markus Eibegger    | William Dugan          |
| 2012                 | Park Sung-baek    | Alex Candelario    | Maximiliano Richeze    |
| 2013                 | Michael Cuming    | Cheung King Lok    | Constantino Zaballa    |
| 2014                 | Hugh Carthy       | Choe Hyeong-min    | Jack Haig              |
| 2015                 | Caleb Ewan        | Patrick Bevin      | Adam Blythe            |
| 2016                 | Grega Bole        | Javier Mejías      | Gong Hyo-suk           |
| 2017                 | Min Kyeong-ho     | Edwin Ávila        | Yevgeniy Gidich        |
| 2018                 | Serghei Tvetcov   | Stepan Astafyev    | Matteo Busato          |
| 2019                 | Filippo Zaccanti  | Ben Perry          | Raymond Kreder         |

## Palmarés por países
| País          | Vitórias |
| ------------- | -------- |
| Coreia do Sul | 4        |
| China         | 2        |
| Reino Unido   | 2        |
| Austrália     | 2        |
| Canadá        | 1        |
| Irlanda       | 1        |
| Alemanha      | 1        |
| Uzbequistão   | 1        |
| Suíça         | 1        |
| Austrália     | 1        |
| Cazaquistão   | 1        |
| Eslovênia     | 1        |
| Roménia       | 1        |
| Itália        | 1        |